# 伦纳特·拉松 (越野滑雪运动员)
伦纳特·拉松（瑞典語：Lennart Larsson，1930年2月7日—2021年3月26日），瑞典男子越野滑雪运动员。他曾代表瑞典参加1956年和1960年冬季奥林匹克运动会越野滑雪比赛，获得一枚铜牌。